# Villa Ada Posse
La Villa Ada posse (anche Villa Ada Crew) è una crew di artisti raggamuffin di Roma, che da oltre trenta anni contribuisce alla scena musicale raggamuffin italiana.

## Storia del gruppo

### Anni '90
La Villa Ada Posse nasce nel 1992, prendendo il nome dall'omonimo parco di Villa Ada, in cui fisicamente nacque il progetto. La crew nasce nel periodo di massima espansione delle posse, nonché dell'attivismo dei centri sociali di tutta Italia (in questo stesso periodo, infatti, nascono i Sud Sound System e l'Onda Rossa Posse).
I membri fondatori della crew sono: Brusco, Aldan, Ginko, il Drama, Ricky, Raina, Daddy T, Lady Flavia, Marzia, Tommy, Loza, Sister Fefe.
Dopo diverse esperienze underground, la crew compone i primi storici brani come Nessuno spazio e nel 1993 realizza il primo live, seguito da numerosi altri. Terminata l'esperienza dei Vatikan Posse, Papa G entra a pieno titolo all'interno della Villa Ada Posse.
Sempre nel 1993 viene inciso il primo demotape, l'audio cassetta ha un buon successo, diffondendosi in tutta Italia. Seguono diversi live in giro per i centri sociali di tutta Italia; evento particolarmente importante è l'incontro con i Sud Sound System nel 1995. Nel frattempo dalla crew escono alcuni membri e la Villa Ada Posse si stabilizza con i seguenti componenti: Lady Flavia, Pekoz, Raina, Ginko e Brusco (nuovo alias di Papa G). Nel 1997 che esce il primo disco autoprodotto della band: Musically. Questo disco è composto da brani che dal 1991 al 1997 erano già divenuti dei successi grazie ai live e ai demotape. La popolarità crescente porta la crew a diverse positive esperienze live, cui seguono alcuni singoli, quali: Le tue ragioni, Tutta na famija e Reggae e libertà (rispettivamente di Ginko, Lady Flavia e Brusco, Aldano).

### Nuovo millennio
Nel 2000 Brusco lascia la crew e inizia la sua strada come solista, mentre il resto della posse continua lungo la sua strada proponendo i suoi live, soprattutto nel Salento.
Nel 2001 viene pubblicato il nuovo disco: "Villa Ada Crew @ Raina Studio" come al solito autoprodotto (cosa che, seppur coerente con i valori della band, ha sempre determinato un freno alla loro popolarità).
Nello stesso anno, la crew vince un soundclash (sfida tra soundsystems reggae) organizzato al CSOA Leoncavallo di Milano contro il sound system milanese Golden bass. Nel 2002 esce il singolo Dancehall vibes (di Raina e Ginko), che guadagna subito una certa popolarità tra gli amanti del genere. Nel 2003 la crew viene rifondata con l'ingresso (al fianco dei veterani Raina, Ginko e Lady Flavia) della Shanty Band. Successivamente, Brusco rientra nella band anche se solo per ciò che concerne gli spettacoli dal vivo, lasciando la lineup inalterata. Il successo induce la band alla produzione di nuovi dischi, escono infatti: "Berluscone" e "Accanto a te" (rispettivamente di Raina e di Ginko).
Nel 2008 Lady Flavia pubblica il suo album da solista Stereo.
Nel 2010 Raina pubblica il suo album da solista Ma che colpa ne ho.
Nel 2011 Ginko pubblica il suo album da solista Musica Ribelle.

## Formazione del gruppo

### Ultima
Lady Flavia, Raina, Ginko

### Ex componenti
- Brusco, Giovanna, il Drama, Ricky, Daddy, Tommy, Marzia, Loza, Sister Fefe, Aldan.

## Discografia

### Album

#### Album del gruppo
- 1997 - Musically
- 2001 - Villa Ada Crew @ Raina Studio
- 2007 - Nuovo giorno

#### Album dei singoli componenti
- 2008 -  Lady Flavia - Stereo
- 2010 -  Raina - Che colpa ne ho
- 2011 -  Ginko - Musica ribelle

### Cassette (K7)
- 1993 - Villa Ada Posse (demotape)

### Singoli
- 1998 - Le tue ragioni - Ginko (One Love)
- 1998 - Tutta na famija - Lady Flavia & Brusco (One Love)
- 2001 - Reggae e libertà - Aldano (Satta Records)
- 2003 - Dancehall vibes - Raina & Ginko (One Love)
- 2004 - Berluscone - Raina (One Love)
- 2004 - Accanto a te - Ginko (Gramigna)
- 2005 - Weed - Raina (Pow Pow)
- 2005 - Arde e brucia - Lady Flavia & Ginko (Al.Ta.Fa.An)
- 2007 - Brucio la ganja - Raina (One Love)
- 2007 - Turbo forward/Nella Danz - Raina/Ginko (One Love)
- 2007 - Famme uooi/Fire burning - Raina & Ginko (One Love)
- 2007 - Intra Stu Munnu - Raina & Papa Gianni (Supersonic)
- 2008 - Myspace - Raina (One Love)
- 2009 - Lire - Raina (Goldcup)
- 2009 - Sarà - Ginko (Goldcup)
- 2009 - Rubbish gyal - Lady Flavia (Goldcup)
- 2009 - Goodbye to me - Lady Flavia (Frisco Records)
- 2010 - Ti porto con me - Ginko (Altipiani)
- 2010 - Spicy Boy - Lady Flavia & Gioman (NiteLite Prod.)
- 2010 - Something to show you - Lady Flavia (NiteLite Prod.)
- 2011 - My D Life - Lady Flavia (MacroBeats)
- 2012 - Niente da perdere - Lady Flavia
- 2012 - Respect & Love EP - Lady Flavia
- 2013 - La Isla - Lady Flavia & Fotografi senza frontiere
- 2019 - Il meglio di sé - Lady Flavia (Vibes Corner)